# Forschungsstelle Deutsch-Jüdische Zeitgeschichte
Die Forschungsstelle Deutsch-Jüdische Zeitgeschichte e.V. (FDJZ) wurde 1991 von Michael Wolffsohn am Historischen Institut der Universität der Bundeswehr München gegründet. Die Arbeit der Forschungsstelle „dient der wissenschaftlichen Erforschung der deutsch-jüdischen Zeitgeschichte in allen ihren Aspekten. Ihr Schwerpunkt liegt in der Regel, jedoch nicht ausschließlich, auf dem Zeitraum nach 1945.“. Ihr Hauptanliegen ist es, ein umfassendes und wissenschaftlich fundiertes Konzept von Erinnerung zu etablieren. Neben Fragestellungen, die sich im traditionellen Rahmen und nationaler Geschichte bewegen, sind internationale und vergleichende Ansätze ein weiteres Hauptfeld der wissenschaftlichen Arbeit. Die Forschungsstelle deutsch-jüdische Zeitgeschichte wird institutionell gefördert vom  Bayerischen Staatsministerium für Wissenschaft, Forschung und Kunst sowie durch Spenden von Stiftungen, Institutionen, Vereinen und Privatpersonen.

## Aufgabenerfüllung
Die Forschungsstelle erfüllt ihre Aufgaben durch Planung und Ausführung selbständiger mehrjähriger Forschungsprojekte. Im Rahmen dieser Projekte vergibt sie Stipendien und schließt Werkverträge. Darüber hinaus fördert sie Magisterarbeiten und Dissertationen, deren Thematik in ihren Aufgabenbereich fällt. Die Forschungsergebnisse werden in der Regel in Form von selbständigen Publikationen oder Zeitschriftenaufsätzen – die dann jeweils einen Hinweis auf die Fördertätigkeit der Forschungsstelle Deutsch-Jüdische Zeitgeschichte enthalten – veröffentlicht.

## Forschungsschwerpunkte

### Zeitgeschichte
Forschungsschwerpunkte bilden die deutsch-jüdisch-israelischen Beziehungen seit 1949 (u. a. DDR und deren Beziehung zu Israel, DDR im Umgang mit ihrer jüdischen Bevölkerung, Instrumentalisierung der „Judenpolitik“ in den Beziehungen der DDR zur Bundesrepublik Deutschland), die bundesrepublikanische Vergangenheitsbewältigung im Bereich der Außenpolitik (u. a. Deutsch-japanische Beziehung seit 1949), das Verhältnis der katholischen Kirche und dem Judentum seit dem ausgehenden 18. Jahrhundert. Aktuelle Projekte beschäftigen sich mit der Sozialgeschichte der europäischen Juden im 19. und 20. Jahrhundert.

### Methodik
Neben der wissenschaftlich-rationalen Aufarbeitung aktuell diskutierter Themen der deutsch-jüdischen Zeitgeschichte werden auch Projekte unterstützt, die neue wissenschaftliche Methoden entwickeln. So beispielsweise der neue Ansatz, Vornamen als Indikatoren für öffentliche Meinung in vordemoskopischer Zeit zu verwenden.

### Gedenkbuch
Zudem engagiert sich die Forschungsstelle in einem groß angelegten Forschungsprojekt „Opfer des Holocaust“, das darauf zielt, möglichst viele der während der nationalsozialistischen Gewaltherrschaft ermordeten deutschen und europäischen Juden namentlich zu dokumentieren und die gewonnenen Daten nach sozialhistorischen Kriterien im Sinne einer „Sozialgeschichte der europäischen Juden zwischen Emanzipation und Vernichtung“ wissenschaftlich zu analysieren und zu publizieren.

### Archiv Wolffsohn
Eine weitere Hauptaufgabe der Forschungsstelle besteht in der Erweiterung und Pflege des Archivs Wolffsohn als einer wichtigen Basis der Forschungsarbeit. Diesem Archiv, das Michael Wolffsohn seit 1977 führt, werden sämtliche Dokumente hinzugefügt, die im Laufe der Forschungstätigkeiten von Wolffsohn, seinen Mitarbeitern und Doktoranden und den Mitarbeitern der Forschungsstelle bei der Beschäftigung mit ihren jeweiligen Forschungsthemen gesammelt werden. Bis 2000 kamen zudem laufend aktuelle Auswertung von Zeitungen, Zeitschriften, Informationsdiensten und Umfrage-Veröffentlichungen hinzu. Insgesamt ist so eine Zusammenstellung der einerseits medialen und der anderseits wissenschaftlichen Wahrnehmung der deutsch-jüdischen Beziehungen in all ihren Facetten entstanden. 1992 wurde das „Archiv Wolffsohn“ dem Bayerischen Hauptstaatsarchiv unentgeltlich als Eigentum überlassen.
2013 wurde das Archiv aufgeteilt: Alle Dokumente und Zeitungsmeldungen wurden an das Archiv der Hochschule für Jüdische Studien übergeben und werden dort allmählich digitalisiert. Die gesamte Korrespondenz von Michael Wolffsohn ist nun im Archiv des Instituts für Zeitgeschichte in München zugänglich und wird schrittweise ebenfalls digitalisiert.

## Organisation
Die Forschungsstelle ist ein eingetragener Verein mit anerkannter Gemeinnützigkeit.

## Veröffentlichungen (Auswahl)
- Michael Wolffsohn, Thomas Brechenmacher: Denkmalsturz? Brandts Kniefall. 178 Seiten, Olzog Verlag, München 2005, ISBN 3-7892-8162-X.
- Michael Wolffsohn (Herausgeber): Ausgerechnet Israel? Prominente Deutsche über einen wichtigen Partner. Ars uns-Verlag, Neuried 2003, ISBN 3-8939-1313-0.
- Jens Schnauber: Die Arisierung der Scala und Plaza. Varieté und Dresdner Bank im Nationalsozialismus. Weidler Buchverlag, Berlin 2002, ISBN 3-89693-199-7
- Stefan Meining: Kommunistische Judenpolitik. Die DDR, die Juden und Israel. Münster, Hamburg, Lit, London 2002, ISBN 3-8258-5470-1.
- Michael Wolffsohn; Thomas Brechenmacher (Herausgeber): Geschichte als Falle. Deutschland und die jüdische Welt. Ars una-Verlag, Neuried 2001, ISBN 3-8939-1311-4 (Gesamtübersicht über die Arbeit der Forschungsstelle).
- Philipp-Christian Wachs: Der Fall Theodor Oberländer (1905-1998). Ein Lehrstück deutscher Geschichte. Campus Fachverlag, 2000, ISBN 3-5933-6445-X.
- Michael Wolffsohn, Thomas Brechenmacher: Die Deutschen und ihre Vornamen. 200 Jahre Politik und öffentliche Meinung. Diana Verlag, München/Zürich 1999, ISBN 3-8284-5018-0.
- Andrea Brill:
  - Alexandre Tansman. Polnischer Komponist mit französischer Eleganz, in: Aufbau 8 (1995).
  - Vornamen als politischer Indikator? Eine Untersuchung der Vornamen der jüdischen Gemeinde in München im Zeitraum von 1812-1875, in: Historicum (1998), S. 16–22.
  - Der Holocaust als Zäsur jüdischer Identität. Der Komponist Alexandre Tansman (1897-1986), in: Das Jüdische Echo 48 (1999), S. 273–280.
  - Holocaustverarbeitung im musikalischen Werk von Darius Milhaud und Alexandre Tansman, in: Musica Judaica (2002), S. 159–164.
- Ingmar Niemann: Jerusalem im Spannungsfeld des israelitischen-arabischen Konflikts. München-Neuwied, 1996.
- Douglas Bokovoy; Stefan Meining: Versagte Heimat. Jüdisches Leben in Münchens Isarvorstadt. München 1994.